# 電撃アドベンチャーズ
『電撃アドベンチャーズ』（でんげきアドベンチャーズ）は、メディアワークス（現アスキー・メディアワークス）から発行されていたゲーム雑誌。1994年1月に創刊し1998年6月に27号をもって休刊した。
創刊当初は表紙に「ファンタジーワールドを冒険するニュータイプゲームマガジン FANTASY & RPG MAGAZINE」と銘打ち、テーブルトークRPGを中心とする内容だったが、ジャンルの人気低下(TRPG冬の時代を参照)に伴い、1996年頃Vol.14以降には「読参スタイル メディアプレイマガジン FOR FUTURE CREATORS!!」へと標語が変更、読者参加型ゲーム（聖獣魔伝ビースト&ブレイドなど）が中心の内容となりTRPGの記事はほとんど無くなっていた。また、1996年4月に日本語版第4版が発売される以前の時期で、当時の日本では認知度が低かった『マジック・ザ・ギャザリング』を紹介するなどしていた。その後には『央華封神TCG』を推す雑誌となった。
また、メディアワークスのライトノベル雑誌としての位置づけもあり、電撃小説大賞（当時は電撃ゲーム小説大賞）の主宰雑誌でもあった。電撃アドベンチャーズ休刊後は、休刊と同年に創刊された『電撃hp』がメディアワークスのライトノベル雑誌として展開していくことになった。

## 掲載作品
- TRPG
  - アースドーン
  - 央華封神
  - クリスタニア
  - フォーチュン・クエストRPG
  - ミスタラ黙示録 - D&Dリプレイ（安田均）
- ゲーム紹介
  - マルチプレイ三昧（榊涼介、林正之）
- 漫画
  - 央華封神（栗橋伸祐）
  - マラヤ（安彦良和）
- 小説
  - ア・リトル・ドラゴン（中村うさぎ）
  - 狂科学ハンターREI 外伝（中里融司）
  - JAJA姫武遊伝（中村うさぎ）
  - デュアン・サーク 双頭の魔術師（深沢美潮）
  - ハンドレッドハヴェスタ（土門弘幸）
  - 摩陀羅 天使篇（大塚英志）
  - やみなべの陰謀（田中哲弥）
  - 傭兵伝説クリスタニア（栗原聡志）